# Страна (телеканал)
«Страна» — бывший российский телеканал, вещавший с 26 ноября 2009 года по 30 ноября 2017 года, с мая 2011 года входил в пакет спутниковых телеканалов Всероссийской государственной телевизионной и радиовещательной компании. Лауреат национальной премии «Золотой луч» 2013 в номинации «Программы/телеканалы социальной направленности».
12 июня 2015 года состоялся перезапуск телеканала с обновлённой концепцией вещания, которая состояла из видеоматериалов о России. 5 сентября 2016 года телеканал сменил логотип и графическое оформление.
30 ноября 2017 года в 20:00 телеканал прекратил своё вещание из-за низкой зрительской аудитории. На его частотах началось вещание детского музыкального телеканала Мультимузыка.

## Вещание
Телеканал «Страна» вещал в сетях «Триколор ТВ», «НТВ-Плюс» (36 градусов в. д.), «Континент ТВ» (85,1 градусов в. д.), цифрового телевидения «Ростелеком», «ИНЕТКОМ.ТВ».

## Руководство

### Генеральные директора
- Константин Колпаков (2009—2010)[9];
- Олеся Данилова (2010—2015);
- Владимир Рощин (2015—2017).

### Главные редакторы
- Андрей Жданов (2009—2010)[9];
- Владислав Николаев (2010—2015);
- Наталья Литовко (2015—2017)[7].